# Bimota YB10
Die Bimota YB10 (dieci) ist ein Motorrad des italienischen Motorradherstellers Bimota S.p.A mit Motoren von Yamaha. 
Die YB10 war das letzte Modell der YB-Reihe mit GFK-Verkleidungen, bevor die Epoche mit thermoplastischen Verkleidungen begann. Sie war im Grundaufbau des Rahmens mit der Tuatara vergleichbar. Wie diese hatte sie einen Rahmen mit Stützstrebe hinter den Vergasern und eine USD-Gabel von Marzocchi. Diese ist während der Fahrt in der Zug- und Druckstufe einstellbar. Die Schwinge war ebenfalls über ein Marzocchi-Federbein abgestützt und hatte noch die Exzentereinstellung, die dann bei der YB 11 ebenfalls eingespart wurde.
Der Motor stammte aus der Yamaha FZR 1000 Exup 3LE und war bei Bimota mit 149 PS angegeben. Durch ihre gute Aerodynamik war sie, mit 278 km/h gemessen, eine der schnellsten Bimotas. Abweichend von den anderen YB-Modellen, wurden die Lenkerstummel über der oberen Gabelbrücke befestigt, was die Dieci zu einem besonders komfortabel zu fahrenden Motorrad machte. In den Jahren 1991 bis 1994 wurden insgesamt 227 Stück gebaut. Von denen kamen 224 in den Verkauf; drei wurden als Versuchsträger zurückbehalten.
Die YB 10 Dieci verfügte über nur einen Sitzplatz. Bei den drei Versuchsträgern wurden der Umbau auf Zweipersonenbetrieb und der Einbau des Nachfolgers, der FZR-Reihe, der YZF-1000R-Motor ausprobiert. Aus diesen Versuchen gingen die YB 10 Biposto und die YB 11 hervor. Von der YB 10 Biposto wurden in den Jahren 1992 und 1993 nur 38 Stück gebaut, während die YB 11 Superleggera auf die stattliche Zahl von 650 Einheiten in den Jahren 1996 bis 1998 kam.
Was aus den drei Versuchsträgern wurde, ist weitgehend unbekannt. Als die Firma Alternativa Moto im Jahre 2002 die Konkursware von Bimota aufkaufte, waren auch einige Prototypen mit dabei. Eine tauchte als Reimport aus den USA wieder auf. Sie war als „Due-Dieci“, also zweisitzig und schon mit dem moderneren Thunderacemotor ausgerüstet. Von außen war sie an den beiden zusätzlichen Kühlluftschlitzen im Verkleidungsbug zu erkennen, die ebenfalls bei der YB 6 Tuatara und YB 8 Furano zu finden sind.